# Saksonia-Gotha-Altenburg
Księstwo Saksonii-Gothy-Altenburga (niem. Herzogtum Sachsen-Gotha-Altenburg) – księstwo Świętego Cesarstwa Rzymskiego powstałe w wyniku zjednoczenie ziem linii ernestyńskiej dynastii Wettynów, a dokładnie księstw Saksonii-Gothy i Saksonii-Altenburga. W 1826 roku w wyniku nowego podziału ziem dynastii Wettynów zlikwidowane. Do 1806 kraj Związku Reńskiego. W latach 1815–1826 państwo Związku Niemieckiego. Stolicą księstwa było miasto Gotha.

## Historia
Księstwo zostało utworzone w 1672 roku, po śmierci Fryderyka Wilhelma III, ostatniego księcia Saksonii-Altenburga. Jego dobra w części odziedziczył Ernest I Pobożny, książę Saksonii-Gotha (który był żonaty z kuzynką Fryderyka Wilhelma, Elżbietą Zofią). Po jego śmierci w 1675 roku, księstwem miało zarządzać wspólnie siedmiu synów Ernesta. W 1680 roku zdecydowali jednak oni o podziale ojcowizny. W wyniku układu, najstarszy z braci Fryderyk I utrzymał się w Saksonii-Gocie-Altenburgu. Pozostałym wydzielono księstwa.

### Podział ziem Wettynów w 1826
Po śmierci Fryderyka IV i tym samym wygaśnięciu linii rodu rządzącej księstwem Saksonii-Gothy-Altenburga, powstał spór pomiędzy pozostałymi przedstawicielami rodu o schedę po zmarłym księciu. Spór zakończył się po arbitrażu króla Saksonii Fryderyka Augusta II i zawarciu traktatu w Hildburghausen 12 listopada 1826. Na mocy ustaleń zdecydowano, że:
- Dotychczasowy władca księstwa Saksonii-Hildburghausen książę Fryderyk został władcą księstwa Saksonii-Altenburga (ale bez Gothy). Natomiast władzę nad Hildburghausen przejął książę Saksonii-Meiningen.
- Saksonia-Meiningen oprócz Saksonii-Hildburghausen, dostała od Saksonii-Coburg-Saalfeld terytorium Saksonii-Saalfeld oraz dystrykt Themar, a także Mupperg, Mogger, Liebau i Oerlsdorf.
- Księstwo Saksonii-Coburg-Saalfeld otrzymało Saksonię-Gothę od Saksonii-Gotha-Altenburg, tym samym powstały księstwa: Saksonii-Coburg-Gotha i Saksonia-Altenburg.

## Książęta (Herzöge)
- 1672–1674 Ernest I Pobożny (od 1640 książę Saksonii-Gotha)
- 1674–1691 Fryderyk I, syn Ernesta I

w 1680 roku nowy podział ziem pomiędzy synami Ernesta I, w jego wyniku Fryderyk I pozostał księciem Saksonii-Gotha-Altenburg, wydzielonych zostało sześć księstw dla jego młodszych braci
- 1691–1693 regencja: Bernard I (książę Saksonii-Meiningen) i Henryk (książę Saksonii-Römhild)
- 1693–1732 Fryderyk II, syn Fryderyka I
- 1732–1772 Fryderyk III, syn Fryderyka II
- 1772–1804 Ernest II, syn Fryderyka III
- 1804–1822 August, syn Ernesta II.
- 1822–1825 Fryderyk IV, syn Ernesta II.

po bezpotomnej śmierci Fryderyka IV nowy podział ziem między książąt, spadkobierców Ernesta I Pobożnego.

### Genealogia
Uproszczona genealogia panujących z dynastii Wettynów: